# Tierra de Vitigudino
La Tierra de Vitigudino (également connu sous le nom de Campo de Vitigudino) est une sous-comarque de la comarque de Vitigudino, située dans le nord-est de la province de Salamanque, Castille-et-León (Espagne). Elle couvre une superficie de 1 336,13 km2.

## Municipalités
La sous-comarque est constituée de 35 municipalités : Cipérez, El Cubo de Don Sancho, Espadaña, Moronta, Peralejos de Abajo, Peralejos de Arriba, Pozos de Hinojo, Villar de Peralonso, Villares de Yeltes, Villarmuerto, Vitigudino et Yecla de Yeltes, à laquelle certains ajoutent Almendra, Ahigal de Villarino, Barceo, Barruecopardo, Brincones, Cabeza del Caballo, Cerezal de Peñahorcada, El Manzano, El Milano, Encinasola de los Comendadores, Guadramiro, Iruelos, La Peña, La Vídola, La Zarza de Pumareda, Puertas, Saldeana, Sanchón de la Ribera, Trabanca, Valderrodrigo, Valsalabroso, Villar de Samaniego y Villasbuenas, de la région de La Ramajería,,,.
Vitigudino est considérée comme étant la localité principale,.